# Round 2
Albums de J. Holiday
Back of My Lac'
Round 2 est le second album de J. Holiday, sorti le 10 mars 2009, son premier single s'intitule "It's Yours"

## Liste des titres
| #  | Titre                            | Durée |
| -- | -------------------------------- | ----- |
| 1  | "Intro                           |       |
| 2  | "Make That Sound"                | 4:09  |
| 3  | "It's Yours"                     | 4:09  |
| 4  | "Fall"                           | 3:35  |
| 5  | "Wrong Lover" (Feat Rick Ross)   | 4:01  |
| 6  | "Run into My Arms"               |       |
| 7  | "Sing 2 U"                       | 3:28  |
| 8  | "Lights Go Out"                  |       |
| 9  | "Don't Go"                       | 3:35  |
| 10 | "Forever Ain't Enough"           |       |
| 11 | "Fly"                            | 3:59  |
| 12 | "Homeless"                       |       |
| 13 | "I Tried"                        | 3:32  |
| 14 | "Magic Man (iTunes Bonus Track)" | 3:18  |